# Ĺ̥
Ĺ̥ (minuscule : ĺ̥), appelé L accent aigu rond souscrit, est une lettre latine utilisée dans la transcription du sanskrit védique.
Il s’agit de la lettre L diacritée d’un accent aigu et d’un rond souscrit.

## Utilisation
Dans la romanisation du sanskrit védique, ‹ ḷ́ › représente une ḷ élevée (accentuation védique). Dans la romanisation ISO 15919, l’accent aigu représente l’accent védique udatta.

## Représentations informatiques
Le L accent aigu rond souscrit peut être représenté avec les caractères Unicode suivants : 
- composé et normalisé NFC (latin étendu A, diacritiques) :

| formes    | représentations | chaînes de caractères | points de code | descriptions                                                    |
| --------- | --------------- | --------------------- | -------------- | --------------------------------------------------------------- |
| majuscule | Ĺ̥               | Ĺ◌̥                    | U+0139 U+0301  | lettre majuscule latine l accent aigu diacritique rond souscrit |
| minuscule | ĺ̥               | ĺ◌̥                    | U+013A U+0325  | lettre minuscule latine l accent aigu diacritique rond souscrit |

- décomposé et normalisé NFD (latin de base, diacritiques) :

| formes    | représentations | chaînes de caractères | points de code       | descriptions                                                                |
| --------- | --------------- | --------------------- | -------------------- | --------------------------------------------------------------------------- |
| majuscule | Ĺ̥               | L◌̥◌́                   | U+004C U+0325 U+0301 | lettre majuscule latine l diacritique rond souscrit diacritique accent aigu |
| minuscule | ĺ̥               | l◌̥◌́                   | U+006C U+0325 U+0301 | lettre minuscule latine l diacritique rond souscrit diacritique accent aigu |

## Sources
1. ↑  ISO 15919:2001

- (en) ISO 15919:2001 Information and documentation — Transliteration of Devanagari and related Indic scripts into Latin characters (lire en ligne)
- (ja) « 音素表 », sur 松浦高志のWikiページ